# Битка код Плимута
Битка код Плимута је била прва битка за конвоје. Низоземска република је још пре почетка рата увела пловидбу у конвојима. Трговачки бродови који су пловили у Средоземно море и у Источну Индију, а делимично и у другим смеровима, морали су да причекају да се скупи већа група трговачких бродова за исто одредиште, да би пловили под заштитом ратних бродова. То је уведено у мирнодопским условима за одбрану од гусара, али је пре свега служило као заштита. Када су се заоштрили односи са Енглеском, Холанђани су придали још већу пажњу свом начину пловидбе у конвојима, који су повећани, а добили су и јачу пратњу. Била је редовна појава да је у конвоје било укључено сто па и више бродова. Пловидба у конвојима била је позната на подручју Средоземља још у најстаријим временима, али Холанђани су први увели конвоје у светским размерама и на високом степену организације.

## Битка
Холандски адмирал Михила де Ројтера предводио је ескадру од 30 ратних бродова 26. августа 1652. г. приликом спровођења кроз Ламанш у Атлантик конвоја од 60 трговачких бродова. И већ су били пред самим изласком из Ламанша када је јужно од Плимута успостављен контакт са енглеском ескадром од 40 ратних бродова - који су за око једну трећину били јаче наоружани од холандских бродова - под командом адмирала Џорџа Ескјуа, која је пловила у тзв. приветрини.
Иако у неповољнијем тактичком положају, а ни ветар му није био добар, а осим тога бројно и технички слабији, видевши да енглески бродови крећу ка његовом конвоју адмирал де Ројтер је око поднева отпочео артиљерисјки бој који се водио све до пада мрака. Губици су у бродовима били подједнаки на обе стране - по три брода, али је енглеска ескадра претрпела тежа оштећења па се повукла у Плимут, а конвој холандских трговачких бродова се под заштитом ратних бродова несметано пробио у Атлантски океан.
Иако је оскудевао у лекарима и баруту и ђуладима, адмирал де Ројтер је одлучио да Енглезе одмах што пре непријатеља присили на борбу, макар и у самој луци Плимута. Хтео је да коначно уништи поколебани морал непријатеља, а гоњењем Енглеза и у саму луку да има стави јасно да знања да нигде не могу бити безбедни. Само га је крајње неповољан правац ветра одвратио од ове намере.